# Дмитриевская (Кировская область)
 Дмитриевская  — деревня в Афанасьевском районе Кировской области в составе Ичетовкинского сельского поселения.

## География
Расположена на расстоянии примерно 11 км на северо-восток от райцентра поселка Афанасьево.

## История
Известна была с 1939 года, в 1950 году хозяйств 24 и жителей 77, в 1989 году оставалось 7 жителей.

## Население
Постоянное население составляло 3 человека (русские 67 %, коми-пермяки 33 %) в 2002 году, 1 в 2010.